# American Laser Games
American Laser Games è stata una società statunitense fondata nel 1989 con sede ad Albuquerque nel Nuovo Messico, che produceva videogiochi su laser disc giocabili con pistola ottica, realizzati in full motion video.
A partire dagli anni 2000, dopo l'acquisizione della società da parte di Her Interactive nel 2001, molti di questi giochi sono stati poi ristampati per PC e in formato DVD.

## Storia
Venne fondata alla fine degli anni '80 da Robert Grebe, che aveva originariamente creato un sistema per addestrare agenti di polizia sotto il nome della società ICAT ("Institute for Combat Arms and Tactics") e successivamente adattò la tecnologia per i giochi arcade. Il suo primo gioco di successo è stato Mad Dog McCree, uno sparatutto ambientato nel far west, pubblicato nel 1990. A metà del 1995 furono riconosciuti come l'azienda leader nel campo dei giochi arcade basati su laserdisc. Quasi tutti i giochi arcade realizzati dalla compagnia erano sparatutto leggeri e alcuni di loro erano ambientati nel west.
Negli anni 1990 i supporti utilizzati passarono al CD, ed iniziò a sviluppare giochi educativi per ragazze per PC sotto il nome di "Her Interactive", una divisione della stessa società madre, il primo dei quali fu McKenzie & Co.. In risposta a una grave crisi nel settore dei videogiochi, American Laser Games ha concluso la produzione diretta di macchine coin-op nel novembre 1995 e si è concentrata sullo sviluppo di giochi per Sega Saturn e Sony PlayStation. Ciò non riuscì a far rivivere le sorti della società, e nel 1996 le entrate furono all'incirca la metà dei 16 milioni di dollari generati nel 1995. Alla fine del 1996, la società licenziò un terzo del suo personale, Jan Claesson rimpiazzò Grebe come presidente, e la compagnia iniziò a concentrarsi principalmente sulla linea Her Interactive, annullando tutti i giochi nella loro linea tradizionale eccetto Shining Sword. La società alla fine ha chiuso nel 2001 dopo stata acquistata da Her Interactive, che era stata scorporata prima della chiusura della stessa società madre e nel 2000, i diritti di sviluppo e pubblicazione di tutti i giochi prodotti sono stati acquistati da Digital Leisure.

## Attività
Parte dei suoi videogiochi arcade sono stati pubblicati per i computer Sega CD, CD-i e DOS dotati di unità CD-ROM. La società ha supportato in particolare il 3DO, non solo distribuendo versioni dei suoi giochi per la console, ma offrendo anche una versione modificata della piattaforma 3DO come kit di aggiornamento per i videogiochi arcade esistenti, supportando versioni video compresse dei loro giochi in un costo più basso.
Nel 1995, American Laser Games ha pubblicatoato Mazer per il 3DO e Orbatak in versione arcade - i loro primi e unici giochi basati su video non full motion. La società ha anche distribuito una serie di controller per pistola leggera, tra cui 3DO Game Gun e PC Gamegun, per l'uso a casa del computer. Quest'ultimo si rivelò infruttuoso a causa della sua scarsa precisione.

## Giochi prodotti

### Giochi per pistola ottica
- Mad Dog McCree
- Who Shot Johnny Rock?
- Space Pirates
- Mad Dog II: The Lost Gold
- Gallagher's Gallery
- Crime Patrol
- Crime Patrol 2: Drug Wars
- The Last Bounty Hunter
- Fast Draw Showdown
- Shootout at Old Tucson (non pubblicato in versione arcade)

### Altri giochi
- Mazer
- Way of the Warrior (in collaborazione con "Naughty Dog")
- Orbatak
- McKenzie & Co.
- McKenzie & Co.: More Friends
- The Vampire Diaries
- Battles in Time (in collaborazione con "Quantum Quality Productions")
- Shining Sword (cancellato)